# Pazifische Gemeinschaft
Die Pazifische Gemeinschaft (engl. Pacific Community; franz. Communauté du Pacifique) ist eine Internationale Organisation mit dem Ziel der sozialen und ökonomischen Entwicklung ihrer Mitgliedstaaten durch gutachterliche und beratende Aktivitäten.

## Geschichte
Sie wurde am 6. Februar 1947 als Südpazifische Kommission (South Pacific Commission) von Australien, Frankreich, den Niederlanden, Neuseeland, dem Vereinigten Königreich und den Vereinigten Staaten gegründet und ist damit eine der ältesten regionalen Organisationen weltweit. Der Gründungsvertrag wird als Canberra Agreement bezeichnet.
Ihren heutigen Namen erhielt die Organisation im Jahre 1997. In ihrem Auftreten verwendet sie zumeist die Bezeichnung Secretariat of the Pacific Community, um Kontinuität in dem Gebrauch des Kürzels SPC, das ursprünglich für South Pacific Commission stand, zu wahren; gleichwohl handelt es sich bei dem Sekretariat nur um einen Teil der Organisation.
Der Hauptsitz der Pazifischen Gemeinschaft befindet sich in Nouméa, Neukaledonien; das Bildungszentrum und das Landwirtschafts- und Forstprogramm haben ihren Sitz in Suva, Fidschi.

## Mitglieder
Die Pazifische Gemeinschaft hat derzeit 27 Mitglieder. Dies sind zum einen 22 pazifische Inselstaaten und -territorien sowie die fünf Gründungsstaaten Australien, Frankreich, Neuseeland, das Vereinigte Königreich und die Vereinigten Staaten. Das Vereinigte Königreich war mit einer kurzen Unterbrechung (1996 bis 1998) Mitglied bis zum Jahr 2005. Seit 2021 besteht erneut eine Mitgliedschaft.
| Gründungsstaaten                         | Gründungsstaaten | Gründungsstaaten   | Gründungsstaaten       | Gründungsstaaten   |
| ---------------------------------------- | ---------------- | ------------------ | ---------------------- | ------------------ |
| Australien                               | Frankreich       | Neuseeland         | Vereinigtes Königreich | Vereinigte Staaten |
| Pazifische Inselstaaten und -territorien |                  |                    |                        |                    |
| Amerikanisch-Samoa                       | Guam             | Niue               | Pitcairninseln         | Tonga              |
| Cookinseln                               | Kiribati         | Nördliche Marianen | Salomonen              | Tuvalu             |
| Fidschi                                  | Marshallinseln   | Palau              | Samoa                  | Vanuatu            |
| Föderierte Staaten von Mikronesien       | Nauru            | Papua-Neuguinea    | Tokelau                | Wallis und Futuna  |
| Französisch-Polynesien                   | Neukaledonien    |                    |                        |                    |